# George Washington Triplett
George Washington Triplett (* 18. Februar 1809 im Franklin County, Kentucky; † 25. Juni 1894 in Owensboro, Kentucky) war ein US-amerikanischer Jurist und Politiker sowie Offizier in der Konföderiertenarmee.

## Werdegang
George Washington Triplett, Sohn von Nancy Popham und Hedgeman Triplett, wurde ungefähr drei Jahre vor dem Ausbruch des Britisch-Amerikanischen Krieges im Franklin County geboren. Sein Urgroßvater, John Triplett, wanderte während der Kolonialzeit aus England nach Virginia ein. Sein Großvater, auch John Triplett genannt, wurde in Culpeper County geboren und war als staatlicher Landvermesser tätig. Dafür erhielt er eine Kommission von Georg III., König von England. Während des Unabhängigkeitskrieges kämpfte er zusammen mit fünf seiner Söhne in der Kontinentalarmee. Die Namen seiner Söhne waren: John, Roger, William, Nathaniel und Hedgeman. Hedgeman Triplett wurde um 1760 auch im Culpeper County geboren. Er war gerade erst 16 Jahre alt, als er zu Beginn des Unabhängigkeitskrieges von zu Hause weglief, um in die Armee einzutreten. Mit 18 Jahren bekleidete er den Dienstgrad eines Lieutenants und diente bis zum Ende des Krieges. In diesem Zusammenhang nahm er an den Schlachten von Guilford Court House, Cowpens und Brandywine teil. Er und seine Brüder, mit Ausnahme von Roger, der schwer verwundet wurde, nahmen an der Schlacht von Yorktown teil. John und Roger bekleideten jeweils den Dienstgrad eines Captains. Hedgeman heiratete um 1782 Miss Nancy Popham, Tochter von Ann Nall und Job Popham, der nach Massachusetts als Regierungsvertreter kam, um eine Kolonie zu gründen, was aber fehlschlug.
Über die Jugendjahre von George Washington Triplett ist nichts bekannt. Triplett zog irgendwann nach Daviess County. Er war als Landvermesser tätig. Irgendwann studierte er Jura und begann nach dem Erhalt seiner Zulassung als Anwalt zu praktizieren. Er bekleidete später das Richteramt. Am 18. Dezember 1827 heiratete er Pamela Andres Head (1810–1891). Das Paar bekam mindestens drei gemeinsame Kinder: Robert Samuel (1830–1905), Sarah Kate (1832–1852) und Octavia V. (1843–1872). Triplett saß 1840 im Repräsentantenhaus von Kentucky. Seine Abgeordnetenzeit war von der Wirtschaftskrise von 1837 überschattet. Zwischen 1848 und 1852 saß er im Senat von Kentucky. Anfang 1848 war der Mexikanisch-Amerikanische Krieg zu Ende gegangen. Nach dem Ausbruch des Bürgerkrieges verpflichtete er sich in der Konföderiertenarmee. Er bekleidete den Dienstgrad eines Majors. Zwischen 1864 und 1865 vertrat er den zweiten Wahlbezirk von Kentucky im zweiten Konföderiertenkongress. Wahrscheinlich nahm er nach dem Ende des Krieges seine Tätigkeit als Jurist wieder auf. Triplett war Baptist. Er verstarb 1894 in Owensboro und wurde dann dort auf dem Rosehill Elmwood Cemetery beigesetzt.
Ein Nachfahre von George Washington Triplett ist der Diplomat Charles O. Cecil.